# Coolabah
Coolabah är en ort i Australien. Den ligger i kommunen Bogan och delstaten New South Wales, i den sydöstra delen av landet, omkring 530 kilometer nordväst om delstatshuvudstaden Sydney. Antalet invånare är 136.
Trakten runt Coolabah är nära nog obefolkad, med mindre än två invånare per kvadratkilometer..
Omgivningarna runt Coolabah är huvudsakligen savann. Genomsnittlig årsnederbörd är 488 millimeter. Den regnigaste månaden är februari, med i genomsnitt 94 mm nederbörd, och den torraste är oktober, med 2 mm nederbörd.